# Theodoor Verhey
Theodoor Verhey   (Rotterdam, 10 de juny de 1848 - Rotterdam, 29 de gener de 1929) fou un pianista i compositor neerlandès.
Verhey rep les seves primeres lliçons de música del seu pare. Després va rebre lliçons a l'escola de música de Rotterdam i a la Royal Music School de l'Haia en piano, violoncel, teoria musical i composició. A continuació, també pren lliçons de composició a Rotterdam de Woldemar Bargiel, un germanastre de Clara Schumann i, per tant, representant de músics com Robert Schumann, Johannes Brahms i Joseph Joachim.
A partir dels 25 anys, Verhey va començar a destacar com a compositor. Inicialment va escriure música de cambra, piano i lieder. Posteriorment van succeir una obertura, 2 simfonies, concerts en solitari (incloent-hi 2 concerts de flauta en d. bemoll menor op. 43 i un bemoll menor op. 57 i un concert de violí en bemoll menor op. 54) i música coral (sobretot música de l'església catòlica). Crida l'atenció amb tres òperes en alemany: Eine Johannisfeier auf Amron, (1880); Imilda (1885) i König Arpad, ((1888). D'aquestes tres, Imilda fou la més reeixida: el 1923 es va fer molt conegut quan es va representar amb motiu del 75è aniversari de Verheij a Rotterdam amb Jacques Urlus en el paper de Tazio.
Verhey es guanyà la vida donant classes de piano i teoria a l'escola de música de Rotterddam.

## Obra per a piano i cambra
Verhey va a ser un compositor de molta música de cambra, en gran part por la demanda que hi havia por part de la gent que començava a tocar un instrument. Es destacable l'op. 3, (Vier Charakterstücke) 4 peces per a clarinet (o viola) i piano escrites en la dècada de 1870. Es pot apreciar la influencia Schumanniana i Brahmsiana, tot i que Brahms no va compondre les seves sonates per a clarinet fins més tard.
- Allegro vivace. Un moviment molt energètic en Mi bemoll major. Es una forma ternària con un tema secundari mes líric.
- Andante. El moviment lent del cicle que continua con la dinàmica dels bemolls, en aquest cas La bemoll major. Aquesta peça també es construeix mediant una forma ternària, A-B-A´. La secció central (piu vivo) ens situa en un context més zíngar, al estil de moltes obres de Brahms, per mediació de ritmes a contratemps.
- Allegretto con moto. Podria tenir moltes similituds amb moments reflexius dels Intermezzos de Brahms o diferents lieder de Schumman. Es l'única peça en tonalitat menor, Fa menor. Una melodia inicial octavada en el piano conduïda de Do a Do, conclou en l'acorde de tònica amb la entrada del clarinet. El tema secundari ple de llum es majoritza i contrasta amb la primera secció en menor.
- Molto vivace. El últim moviment amb caràcter de finale torna a la tonalitat principal de la primera peça, Mi bemoll major. Verhey continua amb la idea de dos temes, el principal més rítmic i agressiu i el segon molt més cantabile per part del clarinet. El acompanyament que fa el piano està ple de arpegis i parts contrapuntístiques molt subtils amb la veu principal.

El op. 34 (Zwei Klavierstücke) son dues peces per a piano sol amb una escriptura pròpia del estil de Brahms, bé per l'harmonia i bé per la textura. Les posicions son molt obertes i el so es dens per la quantitat de notes que hi-sonen a la vegada.
- Nº 1. Träumerei. El símil del somni amb els bemolls de la armadura. La tonalitat principal es La bemoll major i utilitza molts cromatismes per a generar una impressió més irreal i flotant. La indicació " Nicht schleppend, innig" vol dir "Sense arrossegar, íntimament".
- Nº 2 Erwachen. Fa referència al despertar del somni anterior. La tonalitat canvia a Fa major, més brillant. En aquesta segona peça es noten més el contrastos dinàmics i de agógica, amb indicacions como "Poco animato", "Allegro vivace" o "Poco meno mosso". La obra es un conflicte constant entre el mon irreal del somni i la realitat del despertar. La peça termina amb una explosió de acords en fortissimo en l'harmonia de la tonalitat principal.

## Discografia
- Fluitconcert nr. 1 in d mineur, op. 43; Koos Verheul, flautista; Residentie Orkest, dirigida per Lucas Vis (OLYMPIA OCD 503)
- Fluitconcert nr. 1 in d mineur en fluitconcert nr. 2 in a mineur op. 57; Jacques Zoon, flautista; Radio Kamerorkest, dirigida per Thierry Fischer (NM Classics 92069)

## Font
- Luc van Hasselt: CD insert per a Olympia OCD 503 (inclòs T. Verhey: Flauta Concerto en D minor, op. 43; Residentie Orch. Den Haag, Lucas Vis (cond.), Koos Verheul (flauta))